# رود اباشیری
رود اباشیری (به لاتین: Abashiri River) یک رود در ژاپن است که در Hokkaido Prefecture واقع شده‌است.